# Фраат III од Партије
Фраат III (грч. Φραάτης, пар. 𐭐𐭓𐭇𐭕 Frahāt; вероватно 2. век п. н. е. — 57. п. н. е.) је био шаханшах Партије од око 70. п. н. е. до око 57. п. н. е.
Био је син партског принца Санатрука, сина партског краља Фријапатија или Митридата I. Санатрук је уз помоћ Скита негде између 88. п. н. е. и 75. п. н. е. дошао на престо. Фраат је наследио оца на партском престолу око 70. п. н. е. Његову владавину обележили су односи са Јерменијом, која је у претходном периоду била израсла у важног политичког чиниоца на Блиском истоку, и нови контакт с Римском републиком оличеном у Помпеју. Био је познат по кованицама са позлатом, које су биле нарочито популарно средство плаћања у античком свету.
Фраат је настојао да искористи улазак Римљана у сукоб са Јерменијом 69. п. н. е. током Трећег митридатског рата. Послао је једно посланство римском војсковођи Лукулу, нудећи му савез. У исто време то је понудио и јерменском краљу Тиграну II Великом, тражећи јерменски део Месопотамије као награду. Лукул се одлучио за рат против Фраата и тражио је да му се доведу појачања, али трупе су се побуниле, па је морао да одустане од намераваног похода.
Фраат је даље настојао да ослаби Јерменију и тако прошири партски утицај на запад, подржавајући свог зета Тиграна Млађег против Тиграна Великог. На тај начин партски владар се 66. п. н. е. нашао на страни Римске републике, коју је тада на Истоку представљао Помпеј. Међутим, Тигран Велики се убрзо споразумео са Римљанима и Тигран Млађи постао краљ Софене, али, услед незадовољства добијеним, био је заробљен и припремљен да буде вођен у тријумфу у Риму. Фраат је тражио Помпеју да му изручи младића наводећи да му је он зет, предложивши да Еуфрат буде граница између две државе. Помпеј је одговорио да млади Тигран припада пре оцу него тасту, а да ће границу одредити онако како је правично. Кордуена и Осроена јужно од Јерменије су том приликом изашле из партске и прешле у римску сферу утицаја.
Помпеј је 65. п. н. е. отишао у потеру за понтским краљем Митридатом VI, ратујући против кавкасних народа. Плутарх говори и да су после Помпејевих победа на тој страни чак и Међани, партски вазали, послали пријатељска посланства. Користећи његово одсуство, претходно га уверивши у своје мирољубиве намере, Фраат је покушао да преокрене ствари у своју корист тако што је упао у Кордуену и опљачкао је. Међутим, Афраније, кога је Помпеј послао у ту област, победио је Фраата и потиснуо га је све до Арбеле. Најзад, Фраат је био приморан да склопи мир са Јерменијом, позивајући Помпеја да посредује. Тежак положај партског владара добро описује то што се није бунио што га Помпеј, из обзира према краљевима покорним Риму, није ословљавао као „краља краљева”. Године 64. п. н. е. Помпеј је послао три судије и посредника Тиграну Великом и Фраату.
Фраат је умро 57. п. н. е. отрован од стране двојице својих синова Митридата и Орода, који су потом преузели партски престо.